# Morti nel 1888
| Questa pagina contiene informazioni ricavate automaticamente dalle voci biografiche con l'ausilio del template Bio e di un bot. L'aggiornamento è periodico e automatico e ricostruisce completamente la pagina. Se manca una persona in questa lista, sei pregato di non aggiungerla, ma accertati piuttosto che la sua voce biografica contenga il template Bio e che i dati anagrafici siano correttamente compilati. Se il template Bio manca, inseriscilo tu stesso o, in alternativa, metti l'avviso {{tmp\|Bio}} che ne segnala la mancanza. Se i dati riportati sono sbagliati, correggi direttamente la voce biografica; le modifiche saranno visibili in questa lista entro pochi giorni. Per chiarimenti vedi il progetto biografie. La lista contiene solo le 352 persone che sono citate nell'enciclopedia e per le quali è stato implementato correttamente il template Bio. Pagina aggiornata al 10 ago 2025. |

## Gennaio(28)
- 1º gennaio - Giuseppe Palizzi, pittore italiano (n. 1812)
- 1º gennaio - Maria Federica d'Assia-Kassel, principessa tedesca (n. 1804)
- 2 gennaio - Uno Cygnaeus, pedagogista e pastore protestante finlandese (n. 1810)
- 2 gennaio - Joel Parker, politico statunitense (n. 1816)
- 2 gennaio - Isaac Ridgeway Trimble, generale statunitense (n. 1802)
- 4 gennaio - Antonio Ranieri, patriota, scrittore e politico italiano (n. 1806)
- 5 gennaio - Henri Herz, compositore e pianista austriaco (n. 1803)
- 5 gennaio - Caroline Wedgwood, botanica inglese (n. 1800)
- 6 gennaio - Hermann Kanzler, generale tedesco (n. 1822)
- 6 gennaio - Tito Vanzetti, chirurgo italiano (n. 1809)
- 8 gennaio - Auguste Maquet, scrittore e drammaturgo francese (n. 1813)
- 9 gennaio - Romolo Griffini, medico e patriota italiano (n. 1825)
- 10 gennaio - Pietro Mancuso, politico italiano (n. 1820)
- 13 gennaio - Đorđe Maletić, poeta, scrittore e drammaturgo serbo (n. 1816)
- 13 gennaio - Charles-Édouard de Beaumont, pittore e litografo francese (n. 1819)
- 14 gennaio - Stephen Heller, compositore e pianista ungherese (n. 1813)
- 15 gennaio - Francesco Carrara, giurista e politico italiano (n. 1805)
- 17 gennaio - Giuseppe Mongeri, storico dell'arte, scrittore e critico d'arte italiano (n. 1812)
- 17 gennaio - Anatole de Melun, politico francese (n. 1807)
- 18 gennaio - Antonio Lanzirotti, politico italiano (n. 1806)
- 19 gennaio - Anton de Bary, botanico e micologo tedesco (n. 1831)
- 20 gennaio - Achille Majeroni, attore teatrale italiano (n. 1824)
- 20 gennaio - Giuseppe Maria Maragioglio, vescovo cattolico italiano (n. 1811)
- 22 gennaio - Eugène Labiche, drammaturgo francese (n. 1815)
- 25 gennaio - Domenico Maria Gelmini, vescovo cattolico italiano (n. 1807)
- 29 gennaio - Edward Lear, scrittore e illustratore inglese (n. 1812)
- 30 gennaio - Asa Gray, botanico statunitense (n. 1810)
- 31 gennaio - Giovanni Bosco, presbitero, pedagogo e educatore italiano (n. 1815)

## Febbraio(31)
- 1º febbraio - Anna Michelotti, religiosa italiana (n. 1843)
- 1º febbraio - Esdra Pontremoli, poeta, traduttore e pedagogo italiano (n. 1818)
- 2 febbraio - Félix-Auguste Clément, pittore francese (n. 1826)
- 3 febbraio - Karl Theodor Bayrhoffer, filosofo tedesco (n. 1812)
- 3 febbraio - Giuseppe Bosia, politico e prefetto italiano (n. 1825)
- 3 febbraio - Henry Sumner Maine, giurista e sociologo britannico (n. 1822)
- 5 febbraio - Anton Mauve, pittore olandese (n. 1838)
- 5 febbraio - Charles de Viry, politico francese (n. 1809)
- 7 febbraio - Alessandro Calandrelli, politico e militare italiano (n. 1805)
- 8 febbraio - Augusto Riboty, militare e politico italiano (n. 1816)
- 9 febbraio - Mauro Morrone, magistrato e politico italiano (n. 1812)
- 10 febbraio - Heinrich Leberecht Fleischer, arabista e orientalista tedesco (n. 1801)
- 10 febbraio - Ernst Leberecht Wagner, patologo tedesco (n. 1829)
- 11 febbraio - Ferdinando Andreucci, avvocato e politico italiano (n. 1806)
- 11 febbraio - William Kelly, inventore statunitense (n. 1811)
- 11 febbraio - Carlo Kunz, numismatico italiano (n. 1815)
- 13 febbraio - Vincenzo De Rossi Re, matematico italiano (n. 1834)
- 13 febbraio - Augusto Michelacci, medico italiano (n. 1825)
- 18 febbraio - Elisabetta Benato Beltrami, pittrice e scultrice italiana (n. 1812)
- 18 febbraio - Luigi Corti, politico e diplomatico italiano (n. 1823)
- 19 febbraio - Karl Bartsch, filologo tedesco (n. 1832)
- 21 febbraio - George Percy Badger, missionario britannico (n. 1815)
- 21 febbraio - Vincenzo Brusco Onnis, giornalista e patriota italiano (n. 1822)
- 21 febbraio - Vladimir Dmitrievič Golicyn, ufficiale russo (n. 1815)
- 21 febbraio - Jozef Miloslav Hurban, scrittore, politico e pastore protestante slovacco (n. 1817)
- 21 febbraio - Medoro Savini, giornalista, politico e pubblicista italiano (n. 1835)
- 21 febbraio - Antonio Tarlazzi, presbitero e storico italiano (n. 1802)
- 22 febbraio - Jean Alard, violinista francese (n. 1815)
- 22 febbraio - Anna Kingsford, medico, attivista e scrittrice inglese (n. 1846)
- 27 febbraio - Enrico Bandini, pittore italiano (n. 1807)
- 28 febbraio - Antonio Musch, compositore, organista e presbitero austriaco (n. 1809)

## Marzo(41)
- 1º marzo - Alessandro Guardassoni, pittore italiano (n. 1819)
- 3 marzo - Tommaso Abbate, politico e economista italiano (n. 1820)
- 3 marzo - Charles Manners, VI duca di Rutland, politico britannico (n. 1815)
- 4 marzo - Amos Bronson Alcott, educatore, insegnante e filosofo statunitense (n. 1799)
- 4 marzo - Giovanni Antonio Farina, vescovo cattolico e santo italiano (n. 1803)
- 4 marzo - August Zang, imprenditore, editore e banchiere austriaco (n. 1807)
- 5 marzo - Fedele Fedeli, medico italiano (n. 1812)
- 5 marzo - Camillo Ferrati, matematico e politico italiano (n. 1822)
- 6 marzo - Louisa May Alcott, scrittrice statunitense (n. 1832)
- 6 marzo - Alois Wyrsch, politico svizzero (n. 1825)
- 7 marzo - Serafino Capezzuoli, medico italiano (n. 1813)
- 8 marzo - Włodzimierz Czacki, cardinale e arcivescovo cattolico polacco (n. 1834)
- 8 marzo - Georg Otto von Toggenburg, politico austriaco (n. 1810)
- 9 marzo - Guglielmo I di Germania, sovrano tedesco (n. 1797)
- 10 marzo - Ciro Pinsuti, compositore italiano (n. 1828)
- 11 marzo - Lorenzo Berzieri, medico italiano (n. 1806)
- 11 marzo - Friedrich Wilhelm Raiffeisen, politico tedesco (n. 1818)
- 13 marzo - Faustino Cannas, politico italiano (n. 1802)
- 14 marzo - Giacomo Cusmano, presbitero e medico italiano (n. 1834)
- 15 marzo - Henry Blaze de Bury, scrittore francese (n. 1813)
- 15 marzo - Eugenio Cantoni, imprenditore italiano (n. 1824)
- 17 marzo - Édouard Timbal-Lagrave, farmacista e botanico francese (n. 1819)
- 18 marzo - Ruggero Blundo, vescovo cattolico italiano (n. 1801)
- 19 marzo - Franz Xaver von Gietl, medico tedesco (n. 1803)
- 23 marzo - Hasan Isma'il Pascià, militare e politico egiziano (n. 1854)
- 23 marzo - Morrison Remick Waite, politico e avvocato statunitense (n. 1816)
- 24 marzo - John Thompson Hoffman, politico statunitense (n. 1828)
- 24 marzo - Benjamin Piercy, ingegnere gallese (n. 1827)
- 25 marzo - William Eden Nesfield, architetto e designer inglese (n. 1835)
- 25 marzo - Désiré Nisard, scrittore e traduttore francese (n. 1806)
- 26 marzo - Barghash bin Sa'id di Zanzibar, sultano (n. 1837)
- 27 marzo - Francesco Faà di Bruno, matematico e presbitero italiano (n. 1825)
- 28 marzo - Fulberto Alarni, poeta e commediografo italiano (n. 1849)
- 28 marzo - Ernest Arrighi de Casanova, nobile e politico francese (n. 1814)
- 28 marzo - Carlo Pietro Gallini, ingegnere e politico italiano (n. 1814)
- 29 marzo - Charles-Valentin Alkan, pianista e compositore francese (n. 1813)
- 30 marzo - Jane Grimston, nobildonna inglese (n. 1825)
- 30 marzo - Tommaso Maria Martinelli, cardinale e vescovo cattolico italiano (n. 1827)
- 30 marzo - Augustus Mongredien, scacchista e scrittore inglese (n. 1807)
- 30 marzo - Francesco Protonotari, economista e editore italiano (n. 1831)
- 31 marzo - Jean-Marie Guyau, sociologo e poeta francese (n. 1854)

## Aprile(28)
- 1º aprile - Giambattista Giustinian, politico italiano (n. 1816)
- 1º aprile - Jules Émile Planchon, botanico francese (n. 1823)
- 2 aprile - Cesare Cabella, politico e avvocato italiano (n. 1807)
- 2 aprile - Marcus Aurelius Root, fotografo statunitense (n. 1808)
- 3 aprile - Axel Harnack, matematico tedesco (n. 1851)
- 4 aprile - Benjamin Harris Brewster, politico statunitense (n. 1816)
- 5 aprile - Vsevolod Michajlovič Garšin, scrittore russo (n. 1855)
- 6 aprile - Camillo Caracciolo di Bella, diplomatico e politico italiano (n. 1821)
- 6 aprile - Thomas Green Clemson, politico statunitense (n. 1807)
- 6 aprile - Carlo Erba, farmacista e imprenditore italiano (n. 1811)
- 6 aprile - Auguste Alfred de Montaigu, generale francese (n. 1816)
- 9 aprile - Giacomo Conti, pittore italiano (n. 1813)
- 10 aprile - Maria di Württemberg, sovrana tedesca (n. 1818)
- 12 aprile - Ludvig Nobel, imprenditore, ingegnere e filantropo svedese (n. 1831)
- 14 aprile - José Sadoc Alemany y Conill, arcivescovo cattolico spagnolo (n. 1814)
- 14 aprile - Bronisław Białobłocki, critico letterario e giornalista polacco (n. 1861)
- 14 aprile - Johann Konrad Kern, avvocato, diplomatico e politico svizzero (n. 1808)
- 15 aprile - Matthew Arnold, poeta, critico letterario e educatore britannico (n. 1822)
- 15 aprile - Joseph Dietzgen, filosofo tedesco (n. 1828)
- 16 aprile - Friedrich Grillo, imprenditore tedesco (n. 1825)
- 16 aprile - Sigmund von Wróblewski, fisico e chimico polacco (n. 1845)
- 17 aprile - Ephraim George Squier, archeologo e editore statunitense (n. 1821)
- 18 aprile - Ugo II di Salm-Reifferscheid-Raitz, politico e imprenditore austriaco (n. 1803)
- 23 aprile - Gerhard vom Rath, mineralogista e geologo tedesco (n. 1830)
- 26 aprile - Carlo Emanuele Belli, militare italiano (n. 1818)
- 26 aprile - Leon Gouin, ingegnere, imprenditore e archeologo francese (n. 1829)
- 27 aprile - Alfred Durand-Claye, ingegnere francese (n. 1841)
- 28 aprile - Antonio Sbrolli, arcivescovo cattolico italiano (n. 1828)

## Maggio(22)
- 1º maggio - Francesco Converti, arcivescovo cattolico italiano (n. 1818)
- 4 maggio - Pietro Monte, religioso e meteorologo italiano (n. 1823)
- 10 maggio - Leonetto Cipriani, politico francese (n. 1812)
- 11 maggio - Andrew Jackson Bryant, politico statunitense (n. 1831)
- 11 maggio - Jules-Antoine Castagnary, critico d'arte e giornalista francese (n. 1830)
- 11 maggio - Frederick Miller, imprenditore tedesco (n. 1824)
- 15 maggio - Giacomo Stefani, presbitero, educatore e patriota italiano (n. 1816)
- 17 maggio - Giacomo Zanella, presbitero, poeta e traduttore italiano (n. 1820)
- 18 maggio - Pietro Aldi, pittore italiano (n. 1852)
- 18 maggio - George May Phelps, inventore statunitense (n. 1820)
- 20 maggio - Christian Knud Frederik Molbech, traduttore, poeta e scrittore danese (n. 1821)
- 21 maggio - Friedrich Clemens Gerke, scrittore, giornalista e musicista tedesco (n. 1801)
- 22 maggio - Leopold Gondrecourt, generale francese (n. 1816)
- 22 maggio - Gustav Teichmüller, filosofo tedesco (n. 1832)
- 24 maggio - Charles-Théodore Frère, pittore francese (n. 1814)
- 24 maggio - Giovanni Gaibazzi, pittore italiano (n. 1808)
- 25 maggio - Giuseppe Maria Sciandra, vescovo cattolico italiano (n. 1808)
- 26 maggio - Angelo Grasso, impresario teatrale italiano (n. 1834)
- 26 maggio - Ascanio Sobrero, chimico e medico italiano (n. 1812)
- 27 maggio - Erastus Snow, presbitero statunitense (n. 1818)
- 30 maggio - Louis Buvelot, pittore svizzero (n. 1814)
- 30 maggio - Girolamo Della Valle, politico italiano (n. 1819)

## Giugno(22)
- 1º giugno - Luigi Carvelli, vescovo cattolico italiano (n. 1816)
- 1º giugno - Anton Sommer, poeta tedesco (n. 1816)
- 2 giugno - Marcelino Sanz de Sautuola, giurista e archeologo spagnolo (n. 1831)
- 3 giugno - Carl Riedel, direttore d'orchestra e compositore tedesco (n. 1827)
- 3 giugno - Matilde di Hohenlohe-Öhringen, nobile tedesca (n. 1814)
- 4 giugno - Turki bin Sa'id, sovrano omanita (n. 1832)
- 6 giugno - Carolina Bonafede, scrittrice e biografa italiana (n. 1811)
- 6 giugno - Antonino Gandolfo Brancaleone, compositore italiano (n. 1820)
- 7 giugno - Edmond Le Bœuf, generale francese (n. 1809)
- 8 giugno - Giuseppe Petroni, patriota e politico italiano (n. 1812)
- 15 giugno - Eugenio Cecconi, arcivescovo cattolico e poeta italiano (n. 1834)
- 15 giugno - Federico III di Germania, sovrano tedesco (n. 1831)
- 16 giugno - Maria Theresia Scherer, religiosa svizzera (n. 1825)
- 18 giugno - Luigi Mussini, pittore e compositore di scacchi italiano (n. 1813)
- 20 giugno - Cesare Dominiceti, compositore italiano (n. 1821)
- 20 giugno - Maria di Prussia, principessa (n. 1855)
- 20 giugno - Johannes Zukertort, scacchista polacco (n. 1842)
- 21 giugno - Victoria Benedictsson, scrittrice svedese (n. 1850)
- 22 giugno - Franz Folliot de Crenneville, generale austriaco (n. 1815)
- 28 giugno - Alfred Armand, architetto e numismatico francese (n. 1805)
- 29 giugno - Pavel Petrovič Vjazemskij, politico, scrittore e storico russo (n. 1820)
- 30 giugno - Johann Zacherl, inventore e imprenditore austriaco (n. 1814)

## Luglio(26)
- 2 luglio - Ildefonso Joaquín Infante y Macías, vescovo cattolico spagnolo (n. 1813)
- 4 luglio - Theodor Storm, poeta e scrittore tedesco (n. 1817)
- 7 luglio - William Cairns, politico britannico (n. 1828)
- 10 luglio - Manuel Minuesa de Lacasa, tipografo e editore spagnolo (n. 1816)
- 11 luglio - Hugo Rühle, medico tedesco (n. 1824)
- 11 luglio - Luigi Serra, pittore italiano (n. 1846)
- 12 luglio - Édouard Allou, politico francese (n. 1820)
- 14 luglio - Johannes Henricus Brand, politico (n. 1823)
- 14 luglio - Ludwig Julius Budge, fisiologo tedesco (n. 1811)
- 14 luglio - Antoine Étex, scultore, pittore e architetto francese (n. 1808)
- 18 luglio - Jurij Nikolaevič Bogdanovič, rivoluzionario russo (n. 1849)
- 18 luglio - Angelo Pascal, pittore italiano (n. 1858)
- 18 luglio - Salvatore Tommasi, patologo italiano (n. 1813)
- 19 luglio - Henri Debray, chimico francese (n. 1827)
- 19 luglio - Yamaoka Tesshū, militare giapponese (n. 1836)
- 20 luglio - Paul Langerhans, patologo, fisiologo e viaggiatore tedesco (n. 1847)
- 20 luglio - Alfred de Vast-Vimeux, politico, militare e nobile francese (n. 1826)
- 21 luglio - Lucien Douillard, architetto francese (n. 1829)
- 21 luglio - Charles Duclerc, politico francese (n. 1812)
- 21 luglio - Matthias Joseph Scheeben, scrittore, teologo e mistico tedesco (n. 1835)
- 23 luglio - Saverio Francesco Vegezzi, avvocato e politico italiano (n. 1805)
- 25 luglio - Hermann Bonitz, filologo classico e filosofo tedesco (n. 1814)
- 28 luglio - Thomas Carney, politico statunitense (n. 1824)
- 30 luglio - Bartley Campbell, giornalista e commediografo statunitense (n. 1843)
- 30 luglio - Franz von Thun und Hohenstein, generale austriaco (n. 1826)
- 31 luglio - Francesco Mensi, pittore italiano (n. 1800)

## Agosto(25)
- 2 agosto - Alfredo di Salm-Reifferscheid-Dyck, principe, politico e militare tedesco (n. 1811)
- 3 agosto - Carlo Battaglini, avvocato e politico svizzero (n. 1812)
- 5 agosto - Anna Haining Bates, circense canadese (n. 1846)
- 5 agosto - Émile Eudes, politico e militare francese (n. 1843)
- 5 agosto - Philip Henry Sheridan, generale statunitense (n. 1831)
- 7 agosto - Charles-Auguste Questel, architetto francese (n. 1807)
- 8 agosto - Friedrich Wilhelm Jähns, compositore, scrittore e musicologo tedesco (n. 1809)
- 9 agosto - Charles Cros, poeta, inventore e scrittore francese (n. 1842)
- 12 agosto - Pietro Bubani, botanico, medico e patriota italiano (n. 1806)
- 13 agosto - Joseph Marzell Hoffmann, avvocato e politico svizzero (n. 1809)
- 14 agosto - Carl Christian Hall, politico danese (n. 1812)
- 16 agosto - Luigi Cassitto, giornalista, poeta e umorista italiano (n. 1829)
- 16 agosto - John Pemberton, militare e farmacista statunitense (n. 1831)
- 20 agosto - Michael Innerkofler, alpinista austro-ungarico (n. 1848)
- 23 agosto - Philip Henry Gosse, naturalista britannico (n. 1810)
- 23 agosto - Adalbert Widmann, politico e nobile boemo (n. 1804)
- 24 agosto - Rudolf Clausius, fisico e matematico tedesco (n. 1822)
- 24 agosto - Alfred Henry Paget, politico britannico (n. 1816)
- 25 agosto - Stefano Ribera, librettista, scrittore e giornalista italiano (n. 1823)
- 26 agosto - Reinhold von Anrep-Elmpt, esploratore russo (n. 1834)
- 26 agosto - Charles Duparquet, missionario, botanico e esploratore francese (n. 1830)
- 28 agosto - Eugène Accard, pittore francese (n. 1826)
- 28 agosto - Georg Beseler, giurista e politico prussiano (n. 1809)
- 30 agosto - Johann Peter Grieß, chimico tedesco (n. 1829)
- 31 agosto - Mary Ann Nichols, britannica (n. 1845)

## Settembre(27)
- 1º settembre - Şehzade Mahmud Celaleddin, principe ottomano (n. 1862)
- 7 settembre - Tito I Ricordi, editore italiano (n. 1811)
- 8 settembre - Annie Chapman, britannica (n. 1840)
- 9 settembre - Arthur Buchheim, matematico britannico (n. 1859)
- 11 settembre - Nataniel Aguirre, scrittore, poeta e drammaturgo boliviano (n. 1843)
- 11 settembre - Matteo Luciani, politico italiano (n. 1812)
- 11 settembre - Domingo Faustino Sarmiento, politico argentino (n. 1811)
- 11 settembre - Élisa Schlésinger, nobildonna francese (n. 1810)
- 11 settembre - Timoleone di Cossé-Brissac, politico francese (n. 1813)
- 12 settembre - Richard Anthony Proctor, astronomo inglese (n. 1837)
- 14 settembre - Giovanni Morandini, ingegnere e politico italiano (n. 1816)
- 14 settembre - Karl von Prantl, filologo, filosofo e logico tedesco (n. 1820)
- 15 settembre - Giovanni Adolfo II di Schwarzenberg, nobile e imprenditore boemo (n. 1799)
- 16 settembre - Enrique Castro, generale uruguaiano (n. 1817)
- 17 settembre - Michele Anfossi, politico italiano (n. 1819)
- 19 settembre - Stevča Mihailović, politico serbo (n. 1804)
- 23 settembre - François Achille Bazaine, generale francese (n. 1811)
- 23 settembre - Gustave Boulanger, pittore francese (n. 1824)
- 25 settembre - Jean-Baptiste Eugène Bellier de la Chavignerie, entomologo francese (n. 1844)
- 26 settembre - Andrea Ponti, imprenditore, dirigente d'azienda e mecenate italiano (n. 1821)
- 28 settembre - Antónia Zichy, nobile e rivoluzionaria ungherese (n. 1816)
- 29 settembre - Jean-François Berthelier, tenore e attore teatrale francese (n. 1830)
- 29 settembre - Iulia Hasdeu, scrittrice e poetessa rumena (n. 1869)
- 30 settembre - Antonino Abate, scrittore e politico italiano (n. 1825)
- 30 settembre - Catherine Eddowes, inglese (n. 1842)
- 30 settembre - Eunice Newton Foote, scienziata e attivista statunitense (n. 1819)
- 30 settembre - Elizabeth Stride, svedese (n. 1843)

## Ottobre(24)
- 2 ottobre - John Ella, violinista e direttore d'orchestra britannico (n. 1802)
- 3 ottobre - Tawhida Hanim, principessa egiziana (n. 1850)
- 4 ottobre - Cesare Correnti, funzionario, patriota e politico italiano (n. 1815)
- 4 ottobre - Eliza Foster, scrittrice e traduttrice inglese (n. 1802)
- 5 ottobre - Kanō Hōgai, pittore giapponese (n. 1828)
- 5 ottobre - Joseph Taylor, calciatore scozzese (n. 1851)
- 6 ottobre - Gaetano Monroy Ventimiglia di Pandolfina, politico e diplomatico italiano (n. 1837)
- 8 ottobre - Jules d'Anethan, politico belga (n. 1803)
- 8 ottobre - Giannina Milli, scrittrice, poetessa e educatrice italiana (n. 1825)
- 12 ottobre - Jan Simon Gerardus Gramberg, scrittore, medico e avventuriero olandese (n. 1823)
- 13 ottobre - Pietro Merlo, glottologo e linguista italiano (n. 1850)
- 17 ottobre - Charles Duverger de Saint-Thomas, politico francese (n. 1820)
- 17 ottobre - Carlo Felice Nicolis, conte di Robilant, diplomatico, generale e politico italiano (n. 1826)
- 17 ottobre - Friedrich Salomon Vögelin, teologo e politico svizzero (n. 1837)
- 17 ottobre - Maria Amelia di Baden, duchessa (n. 1817)
- 18 ottobre - Alessandro Antonelli, architetto e politico italiano (n. 1798)
- 21 ottobre - János Kriesch, zoologo, agronomo e biologo ungherese (n. 1834)
- 22 ottobre - Ján Országh, presbitero e attivista slovacco (n. 1816)
- 22 ottobre - Antonio Tolomei, politico italiano (n. 1839)
- 25 ottobre - Cesare Trabucco, magistrato e politico italiano (n. 1802)
- 27 ottobre - Leopoldo Dorucci, politico e religioso italiano (n. 1815)
- 28 ottobre - Gaetano Benini, attore teatrale italiano (n. 1809)
- 28 ottobre - Elena di Nassau, principessa belga (n. 1831)
- 31 ottobre - Ignazio Masotti, cardinale italiano (n. 1817)

## Novembre(18)
- 1º novembre - Nikolaj Michajlovič Prževal'skij, esploratore russo (n. 1839)
- 2 novembre - Giovanni Schoch, imprenditore e filantropo italiano
- 9 novembre - Ferdinando Cavalli, politico italiano (n. 1810)
- 9 novembre - Mary Jane Kelly, irlandese (n. 1863)
- 9 novembre - Heinrich von Bamberger, patologo tedesco (n. 1822)
- 10 novembre - George Bingham, III conte di Lucan, generale e politico inglese (n. 1800)
- 14 novembre - Cosimo Giordano, brigante italiano (n. 1839)
- 14 novembre - Jan Van Beers, poeta belga (n. 1821)
- 15 novembre - Hermann von Rosenberg, naturalista, cartografo e ornitologo tedesco (n. 1817)
- 15 novembre - Massimiliano Giuseppe in Baviera, nobile tedesco (n. 1808)
- 16 novembre - Vincenzo Duplancich, giornalista, scrittore e politico italiano (n. 1818)
- 17 novembre - Dora d'Istria, scrittrice e nobildonna romena (n. 1828)
- 19 novembre - Edmond Gondinet, scrittore e drammaturgo francese (n. 1828)
- 20 novembre - Gaetano Tibaldi, avvocato, militare e patriota italiano (n. 1805)
- 21 novembre - Paolo Ballada di Saint Robert, militare, alpinista e entomologo italiano (n. 1815)
- 25 novembre - Anne Hay-Mackenzie, duchessa di Sutherland, nobildonna inglese (n. 1829)
- 25 novembre - Christian Jank, pittore e architetto tedesco (n. 1833)
- 27 novembre - Wilhelm Hertenstein, militare svizzero (n. 1825)

## Dicembre(28)
- 1º dicembre - Antim I, arcivescovo ortodosso e politico bulgaro (n. 1816)
- 2 dicembre - Alexis Canoz, missionario e vescovo cattolico francese (n. 1805)
- 2 dicembre - Giovanni Pierallini, arcivescovo cattolico italiano (n. 1817)
- 3 dicembre - Francis Ogilvy-Grant, X conte di Seafield, nobile scozzese (n. 1847)
- 3 dicembre - Tommaso Melodia, politico italiano (n. 1802)
- 3 dicembre - Carl Zeiss, ottico e imprenditore tedesco (n. 1816)
- 5 dicembre - Marcello Baschenis, pittore italiano (n. 1829)
- 5 dicembre - Imre Henszlmann, architetto, storico dell'arte e archeologo slovacco (n. 1813)
- 6 dicembre - Samuel Earnshaw, matematico, fisico e religioso inglese (n. 1805)
- 6 dicembre - Samuele Zopfi, imprenditore svizzero (n. 1828)
- 9 dicembre - Maria Brignole Sale De Ferrari, filantropa italiana (n. 1811)
- 15 dicembre - Alessandro d'Assia, nobile (n. 1823)
- 15 dicembre - Eugenio Emanuele di Savoia-Villafranca, principe e ammiraglio italiano (n. 1816)
- 16 dicembre - Wilhelm Roser, chirurgo e oculista tedesco (n. 1817)
- 17 dicembre - Paul Riant, storico francese (n. 1836)
- 18 dicembre - Anna Olenina, nobildonna russa (n. 1808)
- 18 dicembre - Francesco Florimo, compositore, musicologo e bibliotecario italiano (n. 1800)
- 22 dicembre - Natale Betti, pittore italiano (n. 1826)
- 22 dicembre - Isaac Thomas Hecker, presbitero statunitense (n. 1819)
- 22 dicembre - Michail Tarielovič Loris-Melikov, politico e generale russo (n. 1826)
- 25 dicembre - Sarah Marinda Bates Pratt, presbitero statunitense (n. 1817)
- 26 dicembre - Pasquale Stanislao Mancini, avvocato, giurista e politico italiano (n. 1817)
- 26 dicembre - Camillo Zancani, patriota italiano (n. 1820)
- 28 dicembre - Arnaldo Fusinato, poeta e patriota italiano (n. 1817)
- 28 dicembre - Giandomenico Romano, patriota e politico italiano (n. 1828)
- 30 dicembre - Gioacchino Maglioni, compositore, organista e pianista italiano (n. 1808)
- 31 dicembre - Samson Raphael Hirsch, rabbino e teologo tedesco (n. 1808)
- 31 dicembre - Giuseppe Razzetti, pittore italiano (n. 1801)

## Senza giorno specificato(32)
- Miguel Luis Amunategui, scrittore cileno (n. 1828)
- Giuseppe Bellonci, medico italiano (n. 1855)
- Armand Edward Blackmar, editore musicale e scacchista statunitense (n. 1826)
- Charles Bowles, pistolero statunitense (n. 1829)
- Henri de Braekeleer, pittore belga (n. 1840)
- Carlo Brandani, fantino italiano (n. 1811)
- Lazare Hippolyte Carnot, politico francese (n. 1801)
- Arsène Darmesteter, filologo francese (n. 1846)
- Pony Diehl, pistolero statunitense (n. 1848)
- Edouard Fleissner von Wostrowitz, crittografo austriaco (n. 1825)
- Lucien Gaulard, scienziato francese (n. 1850)
- Ernesto Haug, militare prussiano (n. 1818)
- Julius Krohn, scrittore finlandese (n. 1835)
- Alberto Leotardi, generale italiano (n. 1806)
- Mahitab Kadin, ottomana (n. 1830)
- Ludovico Marini, patriota italiano (n. 1820)
- Nicola Mezucelli, architetto italiano (n. 1807)
- Nikolaj Miklucho-Maklaj, etnologo, antropologo e biologo russo (n. 1846)
- Riccardo Mitchell, letterato e patriota italiano (n. 1815)
- Giovanni Moise, linguista, grammatico e scrittore italiano (n. 1820)
- Gifford Palgrave, esploratore e diplomatico britannico (n. 1826)
- Giambattista Picone, giurista, politico e scrittore italiano (n. 1814)
- Raffi, poeta e scrittore armeno (n. 1835)
- Rama Varma XIV, principe indiano (n. 1848)
- Edmondo Roberti di Castelvero, politico italiano (n. 1809)
- Jörgen Roed, scultore danese (n. 1808)
- Arthur John Strutt, pittore, incisore e viaggiatore inglese (n. 1818)
- Franklin Távora, scrittore brasiliano (n. 1842)
- George Robert Waterhouse, naturalista inglese (n. 1810)
- Emil Winkler, ingegnere tedesco (n. 1835)
- Georg Winkler, alpinista tedesco (n. 1869)
- Hamilton de Araújo, poeta portoghese (n. 1867)